# Саундтрек
Са́ундтре́к, звукова́ дорі́жка (англ. soundtrack) — звукове оформлення будь-якого матеріалу, наприклад, фільму, мультфільму або комп'ютерної гри, а також інформація з цим оформленням, записана на фізичному носії інформації. Інколи використовується англійська абревіатура OST, яка розшифровується як «Original Soundtrack» і означає оригінальну звукову доріжку, яку продають окремо від того матеріалу, для якого вона була написана.

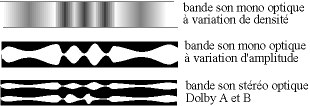
Звукові доріжки:
1. зі змінною густиною;
2. зі змінною амплітудою;
3. стерео Dolby

## Походження

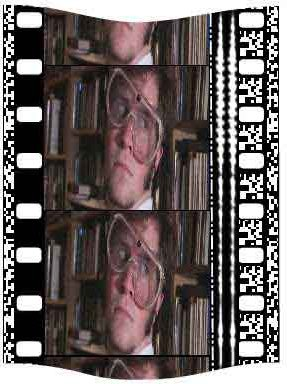
35 мм кіноплівка з оптичною (праворуч) та цифровими (з обох сторін) звуковими доріжками

У термінології кіноіндустрії, звукова доріжка (sound track, два слова) — це аудіозапис, який створили для фільму (гри). Спочатку діалоги, звукові ефекти і музику записують на окремі звукові доріжки, які потім змішують (мікшують) і записують на одну спільну доріжку, саме її ми чуємо при перегляді фільму. Часто створюються дубльовані доріжки, коли фільм перекладається на іншу мову.
Звукова доріжка — термін, який з'явився на початку 1950-х, і позначав вид музичного альбому. Початково задумані кінокомпаніями як рекламні хитрощі для нових фільмів, саундтреки називались «музика з оригінальної звукової доріжки кінокартини» (music from the original motion picture soundtrack). Пізніше цей вислів скоротився до «саундтрек до кінофільму» («original motion picture soundtrack»). Якщо бути точнішим, то ці записи, як правило, були зроблені з музичної доріжки до фільму, оскільки звичайно на них записувалася тільки музика, без діалогів або звукових ефектів.
OST Score — звукова доріжка, в яку включені оригінальні записи композиторів спеціально для цього фільму або мультфільму. Приклад: OST Score (Ганс Ціммер). На сьогоднішній день існує багато композиторів, які працюють саме для створення композицій на замовлення до певного фільму: Джон Вільямс, Алан Сільвестрі, Габрієль Яред, Ганс Ціммер, Джеймс Горнер, Володимир Косма, Едуард Артем'єв, Лудовіко Ейнауді та інші.

## Саундтрек до книги
Саундтрек до книги — це музичний супровід до художньої літератури, який може подаватися автором книги у формі рекомендованого до прослуховування плейлиста з наявних композицій різних виконавців (як це практикує, наприклад, український письменник Макс Кідрук), або й бути створеним спеціально як супровід для окремої книги. Наприклад, проєкт SineFiction створює такі саундтреки для різних книг жанру наукова фантастика.
Графічний роман Achados e Perdidos бразильських авторів Едуардо Дамасено та Луїса Феліпе Гаррочо, який вийшов самвидавом 2011 року після краудсорсингової кампанії, продавався разом із компакт-диском, на якому було вісім пісень — по одній на кожен розділ роману. Композиції були створені музикантом Бруно Іто як оригінальний саундтрек до цього видання. У 2012 році цей графічний роман здобув Troféu HQ Mix (найважливіша нагорода для графічних романів у Бразилії) в категорії «Особливе пошанування».